# Tingla
Tingla (en népalais : तिङ्गला) est un comité de développement villageois du Népal situé dans le district de Solukhumbu. Au recensement de 2011, il comptait 3 924 habitants.